# Vandring
Vandring, hiking eller trekking er en tilbagelægning af en strækning over flere timer. Tidligere var det en fælles rejseform, er det nu først og fremmest er en fritidsaktivitet. Vandring er forbundet med en oplevelse af omgivelserne (som oftest naturen), en moderat sportsart og en vigtig økonomisk faktor indenfor sommerturisme. I Europas naturskønne områder forefindes ofte et veludviklet net af vandrestier.

## Definition
Der skelnes mellem vandring med og uden formål. Vandring kun med det mål at vandre, som nydelsesform eller bedregørelse, mens der som udgangspunkt også findes formålsbestemt vandring betinget af arbejdssøgning, flugt eller handel (se Vandring (demografi)), eller handel og militær march.

## Historie

### Opståen
Som den første historisk dokumenterede vandrer "uden formål" anses italieneren Francesco Petrarca, som i 1336 besteg Mont Ventoux sammen med sin bror. I mange århundreder er der kun dokumenteret få vandringer af denne art. Men vandrer-begrebet var kendt i Tyskland i middelalderen. Først i forbindelse med oplysningstiden blev denne nye måde at komme rundt på, vandring, et symbol på oplyst frigørelse af borgerskab og adel. Man mødte således verden med oprejst pande og betragtede natur og folk.

### Romantikken
Efter oplysningstiden tog romantikken vandring til hjerte og formede begrebet som man kender det i dag. I modsætning til oplysningstiden var øjnene ikke længere rettet mod den sociale og politiske situation, men først og fremmest på landskabet, som man anså for at være et sjælens spejl. De søgte ensomheden for at finde kosmos i selvet. I det 19. århundrede, som forlængelse af industrialiseringen, opsøgte man i højere og højere grad naturen og fjerne egne med karet eller med jernbane, og man vandrede i stigende grad langs markerede strækninger.

### Institutionalisering
Fra midten af det 19. århundrede opstod der således en stigende institutionalisering gennem vandre- og bjerglag. Disse var pionerer i udviklingen af vandrestier, vejvisere, vandrekort, vandrehytter og udsigtstårne. 1864 opstod Schwarzwaldverein, det første bjergvandrelaug, og i 1896 dannedes det første alpine redningscenter i Steiermark (Østrig) efter en bjergvandrerulykke.
Dansk Vandrelaug (DVL) blev stiftet i 1930 og der per udgangen af 2016 9.500 medlemmer i 20 lokalforeninger.
Et godt eksempel på udviklingen set med danske øjne er hærvejen.

## Former

### Fjernvandring, hike og trekking
Fjernvandring betegnes som en vandring, hvor man er af sted i flere dage, eller hvis man ikke har til hensigt at vende tilbage til udgangspunktet. Trekking er fjernvandring udenfor afmærkede ruter.
En hejk, eller hike er en vandretur, som inkluderer primitiv overnatning som stalde, hølofter, bivuakker eller bare under åben himmel, hvis vejret tillader det. Oftest foregår en hejk på spejderlejre eller andre former for friluftsture og varer som regel 2 dage. Den første dag går man ud til stedet, hvor man skal overnatte, og den anden dag går man tilbage til hovedlejren. Med Speedhiking forstås hurtiggang med stokke og let udstyr i udfordrende terræn.
I løbet af 1960'erne og 1970'erne opstod i stigende grad afmærkede ruter, blandt andet fordi man indså den økonomiske gevinst ved brugen af lokale ressourcer. Således opstod i 1969 idéen om at lave et langdistancenetværk af egnede vandrestier gennem hele Europa. Se Fjernvandreveje.
Parallelt hertil opstod der en "Wilderness"-bevægelse i Nordamerika, hvor man med udgangspunkt i naturreservaterne lavede såkaldte trails. Trekking er blevet et verdensomspændende fænomen, hvor "eksotiske" bjerge såsom Himalaya- eller Andesbjergene blev grundlaget for en særlig form for "ekspeditions"turisme.

### Bjergvandring
Vandring i bjergrigt terræn betegnes som bjergvandring, men grænsen mellem vandreture, bjergvandring og bjergbestigning er ikke er præcist defineret. Bjergbestigning adskiller sig fra bjergvandring gennem brugen af hænder, groft sagt. Bjergvandring bliver til højdevandring hvis det foretages i høje højder. I Alperne findes der bemandede og ubemandede hytter, blandt andet drevet af Deutscher & Österreichischer Alpenverein, hvor man i sommerhalvåret kan overnatte. Til de ubemandede hytter kan man mod depositum få en nøgle gennem blandt andet Alpenverein. Visse hytter kan også tilgås om vinteren, hvis der er taget de rette forholdsregler. Bjergvandring er nemlig ikke uden risiko. Årsag til alpine dødsulykker er i 64% af tilfældene glid eller fald, i 21% af tilfældene udmattelse og overbelastning, de resterende 15% mistede orienteringen, blev ramt af lynet, fik hede- eller kuldeskader, eller blev ramt af laviner.

### Vintervandring
Mange turistorganisationer tilbyde flerdagsture, hvor bagagen mod en vis afgift transporteres fra hotel til hotel. Du kan sammensætte en rute og spørge på hotellerne, om de vil være villige til at overtage bagagetransporten.

### Dannelsesvandring
Tidens trend er vandring med dannelsesmæssige formål. Vandrestier med samme tema binder områder med lignende interesser sammen, såsom Walserwege i Østrig eller Kulturweg der Alpen. Vandreguider i forklædning bruges til markedsføringsformål for at lokke flere turister med interesse for vandring. Sentiero della Pace er et tredje eksempel.

### Natvandring
Natvandringer udføres, som navnet antyder, som oftest i mørke. Disse kan også have en religiøs baggrund, herunder opstigningen til Sri Pada i Sri Lanka.

### Barfodsvandring
Talrige barfodsparker i Tyskland, Østrig og Schweiz gør det muligt at opleve barfodsvandring under ordnede forhold. Men også en tur på vadehavet er en perfekt måde at afprøve barfodsvandring.

### Geocaching
Se Geocaching.

### Nøgenvandring
Naturister søger "total frihed og nærhed til naturen", og for at undgå misforståelser, foretrækker de mindre befærdede ruter. Men der findes officielle nøgenvandrestier, såsom Harz Naturistenstieg.